# Trephopoda
Genre
Trephopoda est un genre d'araignées aranéomorphes de la famille des Gnaphosidae.

## Distribution
Les espèces de ce genre se rencontrent en Afrique du Sud et en Namibie.

## Liste des espèces
Selon World Spider Catalog (version 17.5, 13/11/2016) :
- Trephopoda aplanita (Tucker, 1923)
- Trephopoda biamenta (Tucker, 1923)
- Trephopoda ctenipalpis (Lawrence, 1927)
- Trephopoda hanoveria Tucker, 1923
- Trephopoda kannemeyeri (Tucker, 1923)
- Trephopoda parvipalpa (Tucker, 1923)

## Publication originale
- Tucker, 1923 : The Drassidae of South Africa. Annals of the South African Museum, vol. 19, p. 251-437 (texte intégral).